# Brooklyn College de la Universidad Municipal de Nueva York
El Brooklyn College de la Universidad Municipal de Nueva York (Brooklyn College of the City University of New York en idioma inglés), abreviado Brooklyn College, es una universidad de artes liberales situada en la ciudad de Nueva York en el estado homónimo, en los Estados Unidos. Forma parte de la Universidad Municipal de Nueva York. Se fundó en 1930 y en 2010 cuenta aprox. con 17.000 estudiantes. Los estudiantes pueden obtener los títulos de Bachelor of Arts, Bachelor of Science o Máster.
A lo largo de sus 80 años de existencia el Brooklyn College ha recibido el sobrenombre de "the poor man's Harvard" (al español, "Harvard del pobre"). En Estados Unidos se encuentra en el puesto 19 entre las universidades cuyos estudiantes se doctoran tras obtener el título universitario.

## Facultades
El Brooklyn College está dividido en 3 divisiones, las cuales se dividen a su vez en facultades:
- Humanidades y Ciencias (School of Liberal Arts and Sciences)
- Estudios Generales (School of General Studies)
- Division of Graduate Studies

Además, el Conservatory of Music at Brooklyn College ofrece cursos de nivel Bachelor y Máster. Abarca tanto el área de Performance, así como Ciencias de la Música, Composición y Educación musical.

## Personalidades

### Profesores célebres
- Vito Acconci - Artista
- F. Murray Abraham - Actor
- Michael Cunningham - Escritor
- Allen Ginsberg - Poeta
- Agnieszka Holland - Director de cine
- Abraham Maslow - Psicólogo
- Hannah Arendt - Filósofa política
- Elizabeth Murray - Artista
- Philip Pearlstein - Artista
- Ad Reinhardt - Artista
- Mark Rothko - Artista
- Ben Lerner - Poeta
- Carl Benjamin Boyer - Matemático

### Estudiantes célebres
- Stanley Cohen (B.A. 1943) - BioQuímico, Premio Nobel de medicina (1986)
- Richard Bellman (B.A. 1941) - Matemático
- Barbara Boxer (B.A. 1962) - Política
- Shirley Chisholm (B.A. 1946) - Primer diputado afroamericano de la cámara de representantes de los Estados Unidos
- Donald Kagan (B.A. 1954) - Historiador
- Paul Mazursky (B.A. 1951) - Director de cine
- Frank McCourt (M.A. 1967) - Autor
- Stuart A. Rice (B.S. 1952) - Químico
- Irwin Shaw (B.A. 1934) - Director de teatro
- Jimmy Smits (B.A. 1980) - Actor